# Nevermore
Nevermore es una banda de heavy metal y metal progresivo formada en Seattle, Washington, Estados Unidos en 1991 y que fue integrada por Warrel Dane (voz), Attila Voros (guitarra) y Jim Sheppard (bajo). Anteriormente también estuvieron Jeff Loomis (guitarra, coros) y Van Williams (batería), hasta la salida de ambos en abril del 2011 debido a diferencias con el resto de los miembros, actualmente la banda está integrada por Jeff Loomis  en la guitarra y vocales de apoyo y Van Williams en la batería   . La banda nació en 1991 de las cenizas de la banda de heavy metal Sanctuary, que gozaba de buena popularidad por aquellos años, pero que estaba siendo presionada por su casa discográfica para adaptarse al grunge, sonido que estaba teniendo mayor repercusión en esos años (sobre todo debido a que la banda provenía de Seattle, cuna de dicho género); hubo discrepancias con respecto al futuro de la banda y ésta finalmente se separó, pero 3 de los miembros, Warrel Dane (voz), Jim Sheppard (bajo) y Jeff Loomis, guitarrista temporal de Sanctuary, formaron Nevermore.

## Historia
Nevermore se formó a principios de los 90, cuando la banda de power metal estadounidense Sanctuary fue presionada por su casa discográfica para cambiar su estilo musical, adaptándose al grunge. Hubo discrepancias con respecto al futuro de la banda, y esta se disolvió. Dos de los miembros, Warrel Dane (voz) y Jim Sheppard (bajo) decidieron formar un nuevo proyecto. Reclutaron a Jeff Loomis (guitarrista temporal de Sanctuary) y a Mark Arrington (batería), y de esta forma se formó Nevermore.
Los primeros años de la banda fueron humildes. Varias demos vinieron y se fueron, hasta que en 1995 sacaron su primer álbum de estudio, llamado simplemente Nevermore. Mark Arrington fue reemplazado por Van Williams durante la grabación. Se estableció así la formación básica de Nevermore, que ha permanecido intacta hasta hoy. El álbum recibió reseñas positivas, y la banda se fue de gira por Europa con Blind Guardian y por Estados Unidos con Death.
En 1996, se les une el guitarrista Pat O'Brien, y sacan dos trabajos. El primero fue el EP In Memory, y el segundo, el álbum The Politics of Ecstasy. Aquí se deshicieron de la influencia de power metal que les quedaba y se centraron en un estilo de thrash metal de ritmo medio, con ligeras influencias progresivas. También empezaron a experimentar un poco con el doom metal, un buen ejemplo es la canción "Passenger".
Poco después, Pat O'Brien se marchó para unirse a Cannibal Corpse, y fue substituido por Tim Calvert (ex-Forbidden). En 1999, Nevermore sacó uno de sus más aclamados trabajos, Dreaming Neon Black. Se trata de un álbum conceptual que narra la historia de un hombre que enloquece y termina por suicidarse a causa de la desaparición de su novia (basado en la experiencia personal de Warrel Dane). Estilísticamente tiene un toque experimental, pesimista y oscuro. Terminaron el año haciendo giras por EE. UU. junto a grupos como Mercyful Fate, Iced Earth y los suecos Arch Enemy.
En el año 2000, Tim Calvert se marcha de Nevermore por razones personales, y la banda decide continuar sin un segundo guitarrista. Ese mismo año sacan Dead Heart in a Dead World. Este álbum introdujo la guitarra de siete cuerdas, y fue acompañado del sencillo «Believe in Nothing». Estilísticamente es más directo y menos experimental. La producción de Andy Sneap resultó en un sonido muy limpio y preciso, lo cual contribuyó al éxito del álbum.
En el 2003 sale Enemies of Reality. Este disco tuvo un sonido más agresivo y mucho más crudo. En general recibió una respuesta negativa por parte de la prensa, principalmente debido a la producción de Kelly Gray, que fue tosca y de baja calidad. Salieron videoclips para «Enemies of Reality» y «I, Voyager». El álbum fue remasterizado por Andy Sneap en el 2005, lo cual conllevó un nuevo nivel de reconocimiento y apreciación. En ese mismo año,  Steve Smyth, que se había unido a la banda el año anterior, colaboró en la composición del siguiente álbum de estudio, This Godless Endeavor. Este disco recibió muy buena crítica, y la popularidad de la banda aumentó, llegando a irse de gira con Megadeth en el Gigantour.
2006 fue un mal año para Nevermore, puesto que Jim Sheppard, Warrel Dane y Steve Smyth fueron diagnosticados con diferentes enfermedades. Acabaron recuperándose, aunque finalmente Smyth decidió dejar Nevermore debido a diferencias "personales".
En el 2008, las dos principales fuerzas creativas de la banda, Warrel Dane y Jeff Loomis, ambos sacan discos solistas: Praises To The War Machine y Zero Order Phase, respectivamente. También salió el primer DVD del grupo, The Year of the Voyager, que incluye el concierto completo del 11 de octubre de 2006 en Alemania, así como material extra.
The Obsidian Conspiracy, el séptimo álbum de Nevermore, salió el 28 de mayo de 2010. Producido por Peter Wichers, tiene un sonido simple que difiere de las canciones largas y complejas que Loomis había compuesto originalmente.
En abril del 2011, Jeff Loomis y Van Williams decidieron marcharse de la banda, debido a "disputas internas" dentro de la banda.
En 2017 fallece su ex vocalista Warrel Dane de un infarto de miocardio, la banda junto con Sanctuary lo publicaron en sus redes sociales .
En 2024 después de 13 años de inactividad, la banda anuncia su regreso a los escenarios, por el momento solo contando con Jeff Loomis y Van Williams, así lo anunciaron en medios de comunicación relacionados con la música metal y a través de las redes sociales de Loomis. Esto se debe principalmente a que Jeff se separó después de muchos años de la banda Arch Enemy y decidió retomar la banda.

## Estilo
La banda destaca debido a su particular sonido dentro del heavy metal, donde incorpora elementos del thrash metal, power metal y metal progresivo, pasando por sonidos del speed metal, Doom Metal y death metal, por lo que hay diferencias al momento de clasificar la banda.
La poderosa y variable voz de Warrel Dane, unido al virtuosismo técnico de Jeff Loomis son las características más resaltantes de su sonido.

## Miembros
- Jeff Loomis (1992-2011, 2024- presente)
- Van Williams (1994-2011, 2024-presente)

### Miembros pasados
Guitarra
- Chris Broderick (2001-2003, 2006-2007)
- Steve Smyth (2005-2007)
- Tim Calvert (1997-2000)
- Pat O'Brien (1994-1996)

Bajo
- James MacDonough - Bajo (2006) (2011) temporal
- Dagna Silesia - Bajo (2011), quien estaba reemplazando a Jim Sheppard por enfermedad

Batería
- Mark Arrington - Batería (1991-1994)

Vocales
- Warrel Dane (1992-2011) fallecido en 2017 por un infarto de miocardio

## Discografía
- 1995: Nevermore
- 1996: The Politics of Ecstasy
- 1999: Dreaming Neon Black
- 2000: Dead Heart in a Dead World
- 2003: Enemies of Reality
- 2005: This Godless Endeavor
- 2010: The Obsidian Conspiracy

### DVD
- 2008: The Year of the Voyager DVD doble filmado en el 2006 en Bochum (Alemania). También incluye 2 videos del Gigantour, 4 en el Metalmania de Polonia, 4 en el Wacken, 2 en la Fiesta de Century Media, todos los videos oficiales de su carrera y entrevista a Warrel Dane.